# 扎克風暴
Zak Storm（全名：Zak Storm：Super Pirate）是由Zagtoon、Method Animation、De Agostini Editore、SAMG Animation、MNC Animation和Man of Action製作的電腦動畫電視劇。於2016年12月2日在法國Canal J上首播，並於2017年9月30日至2018年1月7日在美國的KidsClick上播出，另於2017年10月14日在Discovery Family發布。

## 故事背景
在衝浪比賽期間，少年Zak Storm突然被巨浪捲走，在失去了他父親的項鍊之後最終進入百慕大三角，這實際上是神話中貝魯海洋的眼睛。Zak突然成為了一艘名叫“混沌之船”的船長，並且帶著一隊不稱職船員（其中包括一名亞特蘭蒂斯公主，一名海盜，一名外星人和一名幽靈男孩）和他的說話劍Calabrass，橫渡三角七海，尋找回家的路。

## 人物
扎克
本故事的主角，性格愛玩的衝浪男孩。因貪玩偷拿他父親的項鍊而誤入百慕大三角。
克洛維斯
一個幽靈男孩，自稱只是忘了把身體留哪裡。
卡布斯
本名七海之劍。一柄會說話的魔法劍。
骷髏利瓦
本故事的反派，身穿黑色長袍頭戴螢光骷髏面具。
金骨船長
骷髏利瓦的手下，右手是釣型彎刀的金色骷髏。

## 物品
混沌之船
擁有自我意識的海盜船。
一開始主動從海怪救下扎克。
水之眼
扎克父親的項鍊。

## 播放
該系列最初是為了在法國的Gulli上放映。 後來計劃在印度、德國、意大利、西班牙、瑞士、荷蘭、葡萄牙、英國、加拿大、烏克蘭、新西蘭和中東等其他地區播放。

## 媒體
2018年，Shout! Factory與ZAG Heroez簽署協議，以確保Zak Storm在北美的DVD版權。另外，意大利的Koch Media、德國的Edel Germany GmbH、英國的Dazzler Media將發布其DVD系列。

## 外部連結
- 互联网电影数据库（IMDb）上《扎克風暴》的资料（英文）
- Zak Storm on Canal J